# Emlembe
O Monte Emlembe, situado na Cordilheira de Drakensberg e com 1862 m de altitude é o ponto mais elevado do território de Essuatíni. Situa-se na fronteira África do Sul-Essuatíni.